# Kecamatan Kuala Baru
Kecamatan Kuala Baru (indonesiska: Kuala Baru) är ett distrikt i Indonesien.   Det ligger i provinsen Aceh, i den västra delen av landet, 1 400 km nordväst om huvudstaden Jakarta.